# انگرچاله
انگرچاله، روستایی از توابع بخش مرکزی شهرستان جیرفت در استان کرمان ایران است.این روستای خوش آب وهوا در ۱۸ کیلومتری اسفندقه واقع شده است و مردمان میهمان نوازی دارد.این روستا از طبیعت بکر ودست نخورده‌ زیبایی بهره مند است،اما به دلیل ناشناخته بودن این روستا گردشگران زیادی به خود جذب نمی‌کند محصولات سنتی انگرچاله فرآورده های لبنی،دامی است.و باغ هایی نظیر زردآلو گردو انجیر بِه گلابی انار و...دارد.

## جمعیت
این روستا در دهستان اسفندقه قرار دارد و براساس سرشماری مرکز آمار ایران در سال ۱۳۸۵، جمعیت آن ۹۷ نفر (۲۱خانوار) بوده‌است.